# Manewr Merrimac
Manewr Merrimac (także Merrimac Coup) to manewr obrońcy polegający na poświęceniu własnej figury w celu odcięcia rozgrywającego od potencjalnego źródła lew (longera).
```
                       ♠ 4 3
                       
♥
 5 4 2
                       
♦
 A 3
                       ♣ K D W 10 9 3
             ♠ W 10 9 8 7         ♠ A 5 2
             
♥
 K 10 6             
♥
 D 9 8 7
             
♦
 10 9 8 4           
♦
 K 7 2
             ♣ 6                  ♣ A 5 4
                       ♠ K D 6
                       
♥
 A W 3
                       
♦
 D W 6 5
                       ♣ 8 7 2
```

S rozgrywa 3BA po wiście ♠W.  Obrońca E widzi groźbę wyrobienia lew treflowych, nawet jeżeli przepuści trefle dwa razy, to po trzecim zagraniu w ten kolor rozgrywający będzie miał dojście do dobrego już koloru asem karo.  Przejmuje więc waleta pik asem i wychodzi w ręki królem karo odcinając kolor treflowy w dziadku - teraz już tylko wystarczy, że przepuści trefle 2 razy i rozgrywający nie weźmie więcej lew w tym kolorze.
Nazwa tego manewru pochodzi od statku o tej samej nazwie który został zatopiony przy wejściu do portu w czasie wojny amerykańsko-hiszpańskiej w celu zablokowania w nim floty hiszpańskiej.